# Crotalaria glabripedicellata
Crotalaria glabripedicellata är en ärtväxtart som beskrevs av Rudolf Wilczek. Crotalaria glabripedicellata ingår i släktet sunnhampor, och familjen ärtväxter. Inga underarter finns listade i Catalogue of Life.